# Gordon Heather
Gordon Heather (ur. 14 maja 1990 na wyspie Rarotonga) – lekkoatleta z Wysp Cooka specjalizujący się w biegu na 100 metrów. Uczestniczył w Letnich Igrzyskach Olimpijskich w 2008 roku.

## Rekordy życiowe
| Dystans            | Wynik | Miejsce | Data             |
| ------------------ | ----- | ------- | ---------------- |
| Bieg na 100 metrów | 11,41 | Pekin   | 15 sierpnia 2008 |